# Challenger Salinas 2009
Il Challenger Salinas 2009 è stato un torneo professionistico di tennis maschile giocato sul cemento, che faceva parte dell'ATP Challenger Tour 2009. Si è giocato a Salinas in Ecuador dal 12 al 18 gennaio 2010.

## Partecipanti

### Teste di serie
| Nazionalità | Giocatore            | Ranking* | Testa di serie |
| ----------- | -------------------- | -------- | -------------- |
| Argentina   | Leonardo Mayer       | 113      | 1              |
| Brasile     | Thiago Alves         | 126      | 2              |
| Germania    | Benjamin Becker      | 135      | 3              |
| Uruguay     | Pablo Cuevas         | 141      | 4              |
| Danimarca   | Kristian Pless       | 156      | 5              |
| Colombia    | Santiago Giraldo     | 160      | 6              |
| Brasile     | Ricardo Hocevar      | 166      | 7              |
| Argentina   | Juan Pablo Brzezicki | 175      | 8              |

- Ranking al 5 gennaio 2009

### Altri partecipanti
Giocatori che hanno ricevuto una wild card:
- Alejo Apud
- Carlos Avellán
- Júlio César Campozano
- Eric Nunez

Giocatori passati dalle qualificazioni:
- Máximo González
- Carlos Salamanca
- Daniel Silva
- Izak van der Merwe

## Campioni

### Singolare
Santiago Giraldo ha battuto in finale  Michael Russell con il punteggio di 6–3, 6–2

### Doppio
Sanchai Ratiwatana /  Sonchat Ratiwatana hanno battuto in finale  Juan Pablo Brzezicki /  Iván Miranda con il punteggio di 6–3, 7–6(4)